# Tyska folkunionen
Tyska folkunionen, DVU (tyska: Deutsche Volksunion), var ett nationalistiskt politiskt parti i Tyskland. Partiet grundades 1971 av förläggaren Gerhard Frey. Underrättelsetjänsten Bundesamt für Verfassungsschutz kategoriserade partiet som högerextremt.
Efter beslut på partiets kongress i december 2010 gick partiet den 1 januari 2011 upp i Tysklands nationaldemokratiska parti (NPD), och det nya samlingspartiet fick namnet Tysklands nationaldemokratiska parti – folkunionen.

## Historik

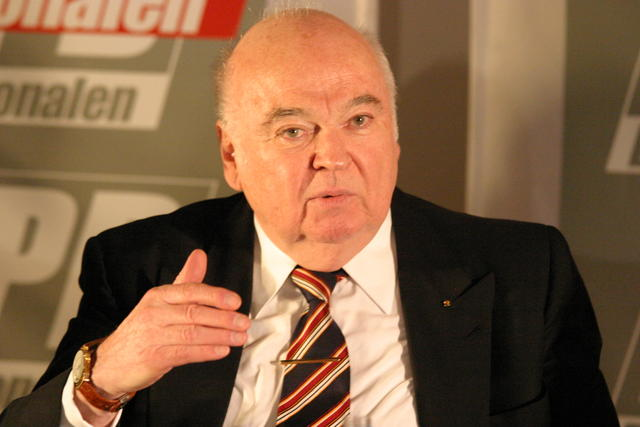
Gerhard Frey, grundare av Tyska folkunionen

### Tyska folkunionen som förening (1971−1987)
Den 18 januari 1971 grundade förläggaren Gerhard Frey i München tillsammans med ordföranden för gruppen Aktion Oder-Neisse, Erwin Alt, Deutsche Volksunion e.V. som politisk förening. Andra framträdande medlemmar vid grundandet var Walter Brander och den sudettyske skriftställaren Wilhelm Pleyer. Frey valdes till ordförande i den nya föreningen och förblev i den rollen fram till 2009. Föreningen skulle fånga upp missnöjda medlemmar i Tysklands nationaldemokratiska parti (NPD), som var på nedgång efter valframgångarna på 1960-talet. Därutöver stöddes föreningen av enskilda medlemmar från CDU och man ville stödja kristdemokraternas opposition mot förbundskansler Willy Brandts Ostpolitik. Efter kristdemokraten Helmut Kohls tillträde på kanslerposten 1982 valde Frey att omorganisera föreningen till ett regelrätt politiskt parti, då man såg kritiskt på Kohls fortsättning på den socialliberala politiken visavi Östtyskland. På organisatoriska grunder etablerades ett samarbete med det ultranationalistiska NPD.

### Omorganisering till politiskt parti
Den 5 mars 1987 omvandlades partiet till ett politiskt parti med namnet Deutsche Volksunion – Liste D (svenska: Tyska folkunionen – Lista D); den fristående föreningen e.V. fortsatte dock formellt att existera som en underordnad organisation. Det första året gav en snabb framgång när partiet valdes in i delstatsparlamentet i Bremen, men nästa kampanj inför Europaparlamentsvalet 1989 gav endast begränsad framgång (1,6 % av rösterna). Samarbetet med NPD utvecklades till att inte konkurrera mot varandra i samma valkretsar. 1991 bytte partiet namnet till enbart Tyska folkunionen. Samma år vann partiet hela 6,1% av rösterna i delstatsvalet i Bremen.

### Valframgångar i Sachsen-Anhalt och Brandenburg (1995–2001)
Efter det att partigrupperna i den bremiska respektive Slesvig-Holsteinska lantdagen föll samman misslyckades partiet med att bli återvalda i lokalvalen 1995 och 1996. År 1997 var man mycket nära (4,98 %) att ta sig över femprocentsspärren i lokalvalet i Hamburg, vilket partiet ansåg bero på valfusk.
År 1998 uppnådde partiet efter en intensiv valkampanj 12,9 % av rösterna i lantdagsvalet i Sachsen-Anhalt vilket gav 16 mandat. Medlemsantalet hade före denna framgång sjunkit till 15 000, men steg efter denna framgång ånyo till 18 000. Trots detta uppnådde partiet inte mer än 1,2 % i förbundsdagsvalet 1998, som ägde rum ett halvår senare. Vid slutet av 1998 slöts Gerhard Frey en överenskommelse med Republikaner-ledaren Rolf Schlierer med innebörden att de två partierna inte skulle kandidera mot varandra i något val de följande åren.
Överenskommelsen med Republikanerna bidrog till två valframgångar under 1999: partiet valdes än en gång in med ett mandat i stadsförsamlingen i Bremen och fick i lantdagsvalet i Brandenburg 5,3 % vilket gav 5 mandat. I valet i Thüringen uppnådde man endast 3,1 % och nådde därmed inte över spärren. 
I början av 1999 hade sprickor börjat uppstå i partigruppen i Sachsen-Anhalt, vilket under år 2000 ledde till att flera representanter bröt sig ur partiet och istället bildade ett nytt parti, Freiheitliche Deutsche Volkspartei. Utbrytarna kritiserade partiet:s partiledning för toppstyrning och tänkte sig det nya partiet som ett systerparti till det österrikiska partiet FPÖ.

### Freys avgång (2009)
Före partiets årsmöte i januari 2009 avslöjades att Gerhard Frey inte skulle kandidera till ordförandeposten och hade för avsikt att dra sig tillbaka från politiken. Till ny ordförande valdes istället den tidigare organisationsledaren Matthias Faust. Något senare kom den före detta NPD-aktivisten Andreas Molau att få en framträdande position i partiet genom sin utnämning till presstalesman.

## Ideologi och partiorganisation
Partiet hade sitt säte i Hamburg. Partiet hade ingen ungdoms- eller kvinnoorganisation, men däremot underavdelningar baserade på intresse eller olika politiska kampanjer.

### Inställning i sakfrågor
Beträffande utlänningspolitiken fordrade partiet enligt sitt program ”Begränsning av utlänningsandelen, stopp för den tilltagande utlänningsanströmningen, accelererat asylsökningsförfarande [och] utvisning av kriminella utlänningar”. Andra mål för partiet var skydd för ofödda barn och revidering av Oder-Neisse-gränsen.

### Förhållande till nazismen
Partiet förnekade inte nationalsocialismens brott, men ansåg att den nuvarande historieskrivningen är ensidig och jämför med förbrytelser som andra länder har begått under skilda tidsperioder, som till exempel Bombningen av Dresden, utrotningen av de amerikanska indianerna, Stalins massmord eller Fördrivningen av tyskar efter andra världskriget.

### Förhållning till andra partier och nätverk
I början av 1990-talet fattade partiet ett principbeslut om att hålla avstånd till nynazistiska partier och föreningar. Trots detta förekom samarbete mellan partiet och NPD samt andra högerextrema grupper. Dessutom gjordes en överenskommelse med NPD år 2004 om valsamverkan.

## Valresultat i delstatsval
|      | BW   | BY   | BE   | BR    | HB    | HH    | HE   | MV    | NI   | NW   | RP   | SL   | SN   | ST     | SH    | TH    |
| ---- | ---- | ---- | ---- | ----- | ----- | ----- | ---- | ----- | ---- | ---- | ---- | ---- | ---- | ------ | ----- | ----- |
| 1987 |      |      |      |       | 3,4 % | n.a.  | n.a. |       |      |      | n.a. |      |      |        | n.a.  |       |
| 1988 | n.a. |      |      |       |       |       |      |       |      |      |      |      |      |        | n.a.  |       |
| 1989 |      |      | n.a. |       |       |       |      |       |      |      |      |      |      |        |       |       |
| 1990 |      | n.a. |      | n.a.  |       |       |      | n.a.  | n.a. | n.a. |      | n.a. | n.a. | n.a.   |       | n.a.  |
| 1991 |      |      |      |       | 6,2 % | n.a.  | n.a. |       |      |      | n.a. |      |      |        |       |       |
| 1992 | n.a. |      |      |       |       |       |      |       |      |      |      |      |      |        | 6,3 % |       |
| 1993 |      |      |      |       |       | 2,8 % |      |       |      |      |      |      |      |        |       |       |
| 1994 |      | n.a. |      | n.a.  |       |       |      | n.a.  | n.a. |      |      | n.a. | n.a. | n.a.   |       | n.a.  |
| 1995 |      |      | n.a. |       | 2,5 % |       | n.a. |       |      | n.a. |      |      |      |        |       |       |
| 1996 | n.a. |      |      |       |       |       |      |       |      |      | n.a. |      |      |        | 4,3 % |       |
| 1997 |      |      |      |       |       | 4,9 % |      |       |      |      |      |      |      |        |       |       |
| 1998 |      | n.a. |      |       |       |       |      | 2,9 % | n.a. |      |      |      |      | 12,9 % |       |       |
| 1999 |      |      | n.a. | 5,3 % | 3,0 % |       | n.a. |       |      |      |      | n.a. | n.a. |        |       | 3,1 % |
| 2000 |      |      |      |       |       |       |      |       |      | n.a. |      |      |      |        | n.a.  |       |
| 2001 | n.a. |      | n.a. |       |       | 0,7 % |      |       |      |      | n.a. |      |      |        |       |       |
| 2002 |      |      |      |       |       |       |      | n.a.  |      |      |      |      |      | n.a.   |       |       |
| 2003 |      | n.a. |      |       | 2,3 % |       | n.a. |       | n.a. |      |      |      |      |        |       |       |
| 2004 |      |      |      | 6,1 % |       | n.a.  |      |       |      |      |      | n.a. | n.a. |        |       | n.a.  |
| 2005 |      |      |      |       |       |       |      |       |      | n.a. |      |      |      |        | n.a.  |       |
| 2006 | n.a. |      | n.a. |       |       |       |      | n.a.  |      |      | n.a. |      |      | 3,0 %  |       |       |
| 2007 |      |      |      |       | 2,7 % |       |      |       |      |      |      |      |      |        |       |       |
| 2008 |      | n.a. |      |       |       | 0,8 % | n.a. |       | n.a. |      |      |      |      |        |       |       |
| 2009 |      |      |      | 1,2 % |       |       |      |       |      |      |      | n.a. | n.a. |        | n.a.  | n.a.  |

## Källförteckning
- Mudde, Cas (2000) (på engelska). The ideology of the extreme right. Manchester: Manchester University Press. Libris 9849728